# کاری آرناسون
کاری آرناسون (ایسلندی: Kári Árnason؛ زادهٔ ۱۳ اکتبر ۱۹۸۲) بازیکن فوتبال اهل ایسلند است.
از باشگاه‌هایی که در آن بازی کرده‌است می‌توان به دیورگاردن، آرهوس، پلیموث آرگیل، آبردین، روترهام یونایتد، مالمو و اومانیا اشاره کرد.
وی همچنین در تیم ملی فوتبال ایسلند بازی کرده‌است.